# Christa Laetitia Deeleman-Reinhold
Christa Laetitia Deeleman-Reinhold   (Java, 23 de novembre de 1930 - 26 de març de 2025) va ser una aracnòloga neerlandesa.

## Biografia
Diplomada per la Universitat de Leiden l'any 1978, va ser una especialista de les aranyes del sud-est d'Àsia i del sud d'Europa. Casada amb Paul Robert Deeleman, conjuntament van escriure nombrosos articles.
Va donar una col·lecció d'unes 25.000 aranyes del sud-est asiàtic, la col·lecció més gran d'aranyes del sud-est asiàtic que existeix, al Centre de Biodiversitat Naturalis a Leiden.
Va passar molts anys treballant en el seu mangum opus, Forest Spiders of South East Asia (2001), un treball de gairebé 600 pàgines en què va revisar sis famílies d'aranya, descrivint 18 nous gèneres i 115 noves espècies.

## Algunes publicacions
- 1971. Beitrag zur Kenntnis höhlenbewohnender Dysderidae (Araneida) aus Jugoslawien. Razprave slovenska akademija znanosti in umetnosti, v. 14 p. 95-120
- 1974. The cave spider fauna of Montenegro (Araneae). Glasnik Republičkog Zavoda za zaštitu prirode i Prirodnjačkog Muzeja, v. 6 p. 9-33
- 1978. Revision of the cave-dwelling and related spiders of the genus Troglohyphantes Joseph (Linyphiidae), con especial referencia a las especies de Yugoslavia. Academia Scientiarum et Artium Slovenica, Classis IV: Historia Naturalis, Institutum Biologicum Ionnis Hadži, Ljubljana, v. 23 pp. 1-220
- 1980. Contribution to the knowledge of the southeast Asian spiders of the families Pacullidae and Tetrablemmidae. Zoologische Mededelingen Leiden, vol. 56 pp. 65–82 (text integral)
- con Prinsen, 1987. Micropholcus fauroti (Simon) n. comb., a pantropical, synanthropic spider (Araneae: Pholcidae). Entomologische Berichten, Ámsterdam, v. 47, p. 73-77
- con Deeleman, 1988. Revision des Dysderinae (Araneae, Dysderidae), les especes mediterraneennes occidentales exceptees. Tijdschrift voor Entomologie, v. 131 p. 141-269
- 1993a. A remarkable troglobitic tetrablemmid spider from a cave in Thailand (Arachnida: Araneae: Tetrablemmidae). Natural History Bulletin of the Siam Society, v. 41 n. 2 p. 99-103
- 1993b. The genus Rhode and the harpacteine genera Stalagtia, Folkia, Minotauria, and Kaemis (Araneae, Dysderidae) of Yugoslavia and Crete, with remarks on the genus Harpactea. Revue arachnol 10: 105–135.
- 1993c. A new spider genus from Thailand with a unique ant-mimicking device, with description of some other castianeirine spiders (Araneae: Corinnidae: Castianeirinae). Nat. Hist. Bull. Siam Soc. 40: 167–184.
- 1993d. Description of a new cave-dwelling pholcid spider from north-western Australia, with an identification key to the genera of Australian Pholcidae (Araneae). Rec. West. Aust. Mus. 16: 323–329.
- 1995a. A new eyeless Camptoscaphiella from a Chinese cave (Arachnida: Araneae: Oonopidae). Beitr. Araneol. 4: 25–29.
- 1995b. Redescription of Holocneminus multiguttatus Simon and description of two new species of pholcid spiders from Australia (Arachnida: Araneae: Pholcidae). Beitr. Araneol. 4: 31–41.
- 1995c. New or little known non-antmimicking spiders of the subfamily Castianeirinae from southeast Asia (Arachnida: Araneae: Clubionidae). Beitr. Araneol. 4: 43–54.
- 1995. The Ochyroceratidae of the Indo-Pacific region (Araneae). The Raffles Bulletin of Zoology Supplement, n. 2, p. 1-103
- 2001. Forest spiders of South East Asia: with a revision of the sac and ground spiders (Araneae: Clubionidae, Corinnidae, Liocranidae, Gnaphosidae, Prodidomidae and Trochanterriidae). Brill, Leiden, p. 1-591
- 2005. On the taxonomic relations of lynx spiders from the canopy of a tropical Asian rainforest (Araneae: Oxyopidae). In Logunov, D. V. & D. Penney (eds.), European Arachnology 2003

## Honors

### Eponímia
- Deelemania Jocqué & Bosmans, 1983
- Troglohyphantes deelemanae Tanasevitch, 1987
- Harpactea deelemanae Dunin, 1989
- Kenocymbium deelemanae Millidge & Russell-Smith, 1992
- Hersilia deelemanae Baehr & Baehr, 1993
- Dianleucauge deelemanae Song & Zhu, 1994
- Amaurobius deelemanae Thaler & Knoflach, 1995
- Dubiaranea deelemanae Millidge, 1995
- Cryphoecina deelemanae Deltshev, 1997
- Deelemanella Yoshida, 2003
- Molione christae Yoshida, 2003
- Rhitymna deelemanae Jäger, 2003
- Herennia deelemanae Kuntner, 2005
- Spermophora deelemanae Huber, 2005
- Dolichognatha deelemanae Smith, 2008